# Adam-Laurent de Toerring-Stein
Adam Lorenz von Toerring-Stein (né le 13 août 1614 à Stein an der Traun, mort le 16 août 1666 à Pertenstein) est le cinquante-septième évêque de Ratisbonne et prince-évêque de la principauté épiscopale de Ratisbonne de 1663 à sa mort.

## Biographie
Membre de la famille noble bavaroise de Törring, parrainé par son oncle Albert, évêque de Ratisbonne de 1613 à 1649, comme un de ses demi-frère, issu du premier mariage de son père, il est destiné à la religion. Il reçoit la prébende de Passau en 1627, de Ratisbonne en 1628 et de Salzbourg en 1629. En octobre 1634, il vient étudier la théologie et le droit canonique au Collegium Germanicum. Il est ordonné prêtre en 1639, prévôt de la cathédrale de Ratisbonne en 1643 et de Salzbourg avant d'être élu à l'unanimité évêque de Ratisbonne le 6 août 1663.
Comme son oncle, Adam-Laurent de Toerring-Stein tient compte de la situation financière tendue de l'évêché de Ratisbonne après la guerre de Trente Ans. L'évêque passe une grande partie de son épiscopat au château de Pertenstein (de), où il se consacre à la chasse. Pendant ce temps, la responsabilité de l'administration et de la pastorale du diocèse incombe à l'évêque auxiliaire Franz Weinhart (de).
Après une fièvre, il a une mort subite. Comme sa famille, il est enterré à l'abbaye de Baumburg et son cœur à la cathédrale de Ratisbonne.